# Иван Апостолов (революционер)
Вижте пояснителната страница за други личности с името Иван Апостолов.
Иван Апостолов, наричан Копаран чауш, Даскала и Македонецът, Куманичлията, Куманичлиев, е български хайдутин и революционер, участник в Кресненско-Разложкото въстание, по-късно войвода на Вътрешната македоно-одринска революционна организация.

## Биография
Роден е през 1847 година в неврокопското село Куманич, днес Дасото, Гърция или в Белица. Дълги години е хайдутски войвода в родния си край. Участва в Руско-турската война 1877 – 1878. През 1879 година е в четата на Орчо войвода и участва във въстанието в Креснеско. По време на сражение е заловен, осъден и изпратен на заточение на остров Родос. В 1897 година е амнистиран, след което е учител в родното си село и участва в акцията на Върховния комитет през 1897, като десетар на Кръстьо Захариев.
Влиза във ВМОРО. От 1902 година е войвода на чета в Неврокопско. Присъства на срещата на Гоце Делчев с дейците от Серския революционен окръг в началото на февруари 1903 година. По време на Илинденско-Преображенското въстание участва с четата си в нападението над турския гарнизон в село Обидим, заедно с Яне Сандански, Михаил Чаков, Стоян Мълчанков и Никола Груйчин. Неврокопско на 13 и 14 септември 1903 година. На 16 септември същата година четата на Иван Апостолов участва и в успешното за въстаниците сражение в местността Харамибунар (Хайдушки кладенец). През 1905 година влиза в Македония с четите на Андон Кьосето, Петър Милев и Кочо Молеров, но се връщат обратно заради многото натрупал сняг. Умира през 1926 година в Долна баня.